# جگن کوهی
جگن کوهی (نام علمی: Carex mckittrickensis) نام یک گونه از سرده جگن است.